# Besfort Zeneli
Besfort Zeneli, född 21 november 2002, är en svensk-kosovansk fotbollsspelare som spelar för IF Elfsborg i Allsvenskan.

## Klubblagskarriär
Besfort Zenelis moderklubb är IF Elfsborg. Efter att ha rönt stora framgångar i klubbens ungdomslag flyttades han upp till A-laget inför säsongen 2022, då han tillsammans med lagkamraten Viktor Widell skrev på ett tvåårskontrakt.
Halvvägs in på säsongen fick Zeneli tävlingsdebutera för IF Elfsborg, då han stod för ett inhopp i 1-2-förlusten mot Molde i Europa Conference League den 28 juli 2022. Därefter följde den allsvenska debuten i 2-0-segern mot GIF Sundsvall den 11 september 2022, då Zeneli byttes in istället för Michael Baidoo i matchens slutskede.

## Landslagskarriär
Besfort Zeneli är tillgänglig för Sverige, Kosovo och Albanien då han är född och uppvuxen i Sverige av kosovoalbanska föräldrar.
I september 2022 blev Zeneli för första gången uttagen till Kosovos U21-landslag, till en inofficiell träningsmatch mot Grönland.
I mars 2025 blev Zeneli uttagen till Svenska landslaget inför träningsmatcher mot Luxemburg och Nordirland.

## Statistik
| Klubb              | Säsong             | Liga               | Liga    | Liga | Nationell cup | Nationell cup | Internationell cup | Internationell cup | Övrigt  | Övrigt | Totalt  | Totalt |
| Klubb              | Säsong             | Division           | Matcher | Mål  | Matcher       | Mål           | Matcher            | Mål                | Matcher | Mål    | Matcher | Mål    |
| ------------------ | ------------------ | ------------------ | ------- | ---- | ------------- | ------------- | ------------------ | ------------------ | ------- | ------ | ------- | ------ |
| IF Elfsborg        | 2022               | Allsvenskan        | 2       | 0    | 1             | 0             | 1                  | 0                  | -       | -      | 4       | 0      |
| IF Elfsborg        | 2023               | Allsvenskan        | 14      | 1    | 4             | 0             | 0                  | 0                  | -       | -      | 18      | 1      |
| IF Elfsborg        | 2024               | Allsvenskan        | 23      | 1    | 0             | 0             | 10                 | 1                  | -       | -      | 33      | 2      |
| Totalt i karriären | Totalt i karriären | Totalt i karriären | 39      | 2    | 5             | 0             | 11                 | 1                  | 0       | 0      | 55      | 3      |

## Personligt
Besfort Zeneli är bror till fotbollsspelaren Arbër Zeneli, som även han spelat allsvenskt för IF Elfsborg och valt att representera Kosovo istället för Sverige.
Bröderna är födda i Sverige men båda deras föräldrar kommer från Kosovo och flydde landet i samband med kriget 1998-1999.